# Campionato Maranhense 2024
Il Campionato Maranhense 2024 è stata la 103ª edizione della massima serie del campionato maranhense. La stagione è iniziata il 13 gennaio 2024 e si è conclusa il 15 giugno successivo.

## Stagione

### Novità
Sono state promosse dalla Segunda Divisão il Tuntum e l'Imperatriz. Sono retrocesse invece IAPE e São José-MA.

### Formato
Il torneo si svolge in due fasi: la prima è composta da un girone unico. Le prime quattro classificate di tale girone, accedono alla seconda fase che decreterà la vincitrice del campionato. Le ultime due classificate della prima fase, retrocedono in Segunda Divisão.
La formazione vincitrice potrà partecipare alla Coppa del Brasile 2025 e alla Copa do Nordeste 2025. La seconda classificata solo alla Coppa del Brasile. Esclusi i club che sono già qualificati alle prime tre serie del campionato nazionale, la due formazioni meglio piazzate potranno partecipare alla Série D 2025.

## Risultati

### Prima fase
|  | Pos. | Squadra        | Pt | G  | V | N | P | GF | GS | DR  |
|  | ---- | -------------- | -- | -- | - | - | - | -- | -- | --- |
|  | 1.   | Maranhão       | 31 | 14 | 9 | 4 | 1 | 27 | 9  | +18 |
|  | 2.   | Sampaio Corrêa | 28 | 14 | 8 | 4 | 2 | 24 | 13 | +11 |
|  | 3.   | Imperatriz     | 25 | 14 | 7 | 4 | 3 | 17 | 12 | +5  |
|  | 4    | Moto Club      | 17 | 14 | 4 | 5 | 5 | 15 | 20 | -5  |
|  | 5    | Pinheiro-MA    | 14 | 14 | 2 | 8 | 4 | 20 | 19 | +1  |
|  | 6    | Tuntum (-6)    | 13 | 14 | 5 | 4 | 5 | 19 | 23 | -4  |
|  | 7    | Chapadinha     | 9  | 14 | 2 | 3 | 9 | 11 | 23 | -12 |
|  | 10   | Cordino        | 7  | 14 | 1 | 4 | 9 | 14 | 28 | -14 |

Legenda:
      Ammessa alla fase finale.
      Retrocesse in Segunda Divisão 2025
Note:
Tre punti a vittoria, uno a pareggio, zero a sconfitta.

### Fase finale
|  | Semifinali | Semifinali     | Semifinali | Semifinali | Semifinali |  |  | Finale | Finale         | Finale | Finale | Finale |  |
|  |            |                |            |            |            |  |  |        |                |        |        |        |  |
|  | 3          | Moto Club      | 0          | 1          | 1          |  |  |        |                |        |        |        |  |
|  | 2          | Maranhão       | 1          | 1          | 2          |  |  | 2      | Maranhão       | 0      | 0      | 0      |  |
|  | 4          | Imperatriz     | 0          | 0          | 0          |  |  | 1      | Sampaio Corrêa | 1      | 1      | 2      |  |
|  | 1          | Sampaio Corrêa | 3          | 2          | 5          |  |  |        |                |        |        |        |  |